# Contessa Entellina Viognier
Il Contessa Entellina Viognier è un vino DOC la cui produzione è consentita nel comune di Contessa Entellina nella città metropolitana di Palermo.

## Vitigni con cui è consentito produrlo
- Viognier minimo 85%
- Altri vitigni a bacca bianca, raccomandati e/o autorizzati per la città metropolitana di Palermo, da soli o congiuntamente sino ad un massimo del 15%.

## Produzione
Provincia, stagione, volume in ettolitri
- nessun dato disponibile